# Tomás Pallavicini
Tomás Pallavicini (en italiano: Tommaso) fue el marqués de Bodonitsa tras una sucesión disputada en 1286. Era el nieto de Rubino, el hermano menor de Guido, el primer marqués.
En 1286, la marquesa Isabel, hija de Guido, murió sin descendencia y el marquesado fue inmediatamente objeto de demandas en disputa: la de Tomás y la de su viudo Antonio el Flamenco. Bodonitsa era un vasallo del Principado de Acaya, que estaba mantenida por el bailío Guillermo I de la Roche, el duque de Atenas, en ese momento. Guillermo, aunque un pariente de los Pallavicini, que presidía en su calidad de bailío sobre la corte feudal de Acaya, no se decidió por Tomás como sucesor de Isabel antes de que Tomás se apoderara del castillo de Bodonitsa y por lo tanto se instaló indiscutiblemente como señor de la marca. Gobernó tranquilamente durante un periodo indeterminado de tiempo, tal vez más allá de 1300, y la transmitió a su hijo Alberto.